# Alahärmä kyrka
Alahärmä kyrka är en kyrkobyggnad i Alahärmä i Södra Österbotten i Finland. 

## Kyrkobyggnaden
Kyrkan är ritad av arkitekten Josef Stenbäck och byggdes i gråsten 1901-03. Byggnaden representerar nygotisk och nationalromantisk stil. Kyrkan ersatte en träkyrka från 1898. Kyrkan rymmer cirka 1000 personer.

## Inventarier
Dess orgel byggdes av orgelbyggaren Jens Alexander Zachariassen 1904 och förnyades 1976. Kyrkans altartavla är målad av Alexandra Frosterus-Såltin.